# Jean Le Clerc (Geograph)
Jean Le Clerc, unter anderem auch Jean IV Le Clerc, Joannes Le Clerc, Johannes Le Clerc, Johannes Clericus oder Jean Leclerc, (getauft am 16. August 1560 in Paris; † 1621 wahrscheinlich in Paris) war ein französischer Geograf, Kupferstecher, Drucker und Verleger, der hauptsächlich in Paris gewirkt hat.
Seine ersten vier Lebensjahrzehnte wurden von den Hugenottenkriegen (1562–1598) überschattet. So musste er als Hugenotte um seiner Sicherheit willen Paris um 1588 verlassen und einige Jahre lang das Leben eines Flüchtlings in Frankreich führen.
Ausgestattet mit verschiedenen königlichen Privilegien von Heinrich IV. und Ludwig XIII., entwickelte Jean Le Clerc eine umfangreiche verlegerische Tätigkeit. Er arbeitete mit einer ganzen Reihe von Stechern zusammen und veröffentlichte unter anderem Bildnisse des Zeitgeschehens und Kartografien. Eine seiner wesentlichsten Arbeiten war die Gestaltung und Herausgabe eines Atlases von Frankreich.

## Familienverhältnisse
Jean Le Clerc kam aus einer Pariser Drucker- und Verlegerfamilie. Sein Vater war Jean III Le Clerc und Jean wurde deshalb auch der Vierte und zur weiteren Unterscheidung le fils (der Sohn) oder le jeune (der Junge) genannt. Ein jüngerer Bruder von ihm war der Buchdrucker und Verleger David Le Clerc (1561–1613). Jean Le Clerc ist mit Frémine Ricard (Richard) verheiratet gewesen. Ein Sohn aus dieser Ehe, Jean V Le Clerc (15..–1637), war ebenfalls Buchdrucker und Verleger.

## Betätigungsfelder

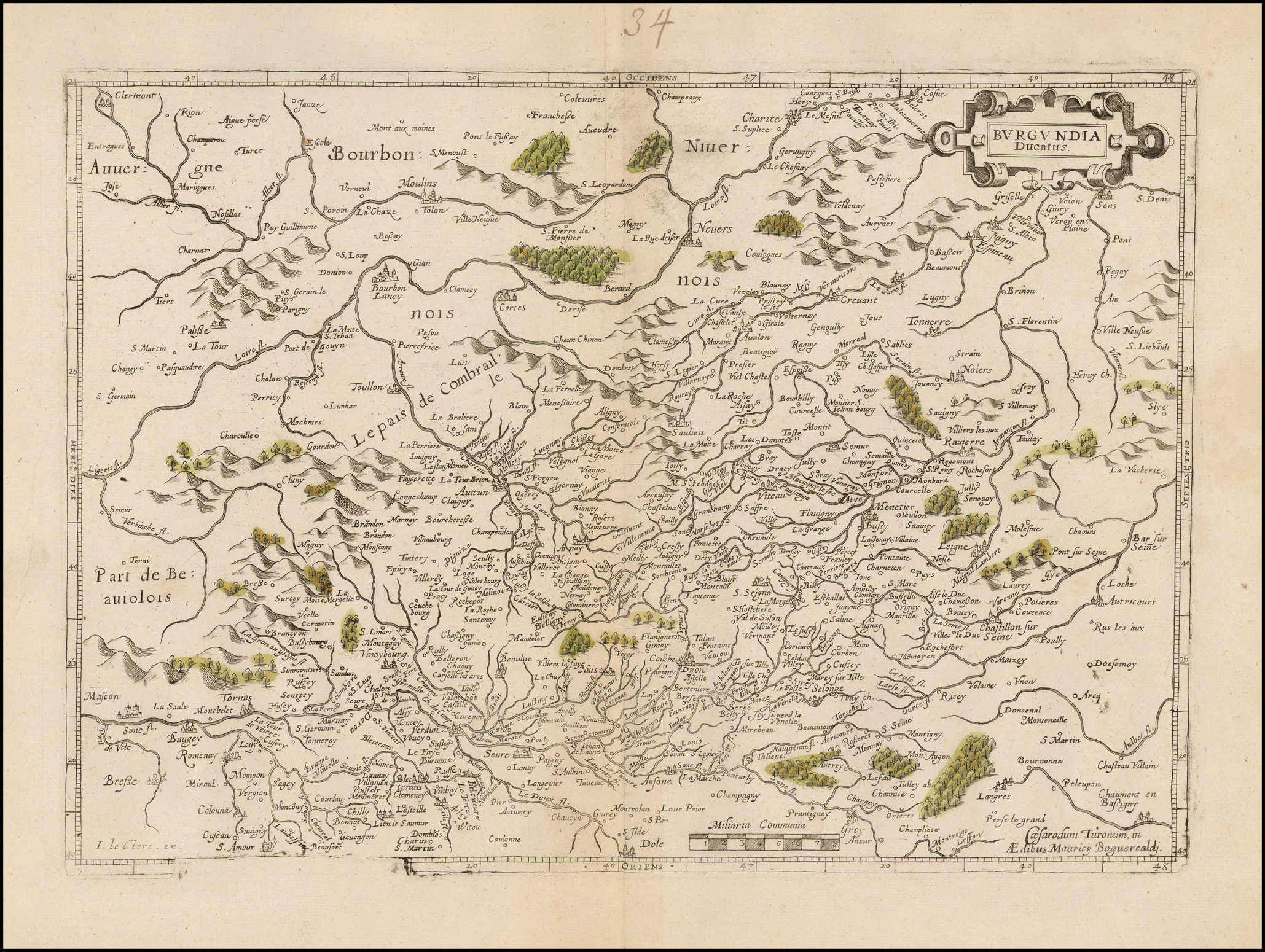
Burgundia Ducatus: Karte des Herzogtums Burgund aus dem Atlas von Maurice Bouguereau und von Jean Le Clerc für seinen Atlas überarbeitet

Ab 1587 ist das Schaffen von Jean Le Clerc nachgewiesen. Seine Adresse war zu der Zeit in der Rue Chartière in Paris. Von 1590 bis 1594 weilte er als Flüchtling in Tours und arbeitete dort bei dem Kartografen und Verleger Maurice Bouguereau (15..–1596), der damals den ersten Atlas von Frankreich schuf. (Später hat Jean Le Clerc beim Schaffen seines Atlases von dieser Arbeit profitieren können.)
Danach hat Jean Le Clerc unter verschiedenen Adressen in Paris gewirkt: bis 1610 in der Rue Saint-Jean-de-Latran und dann bis 1621/24 in der Rue Saint-Jacques.
Jean Le Clerc veröffentlichte unter anderem Stiche von Jacques Granthomme (1560–1613), Pierre Firens (1580–1636) und Léonard Gaultier (1561–1635): Einzelblätter, auf denen unter anderem  Porträts, Kartografien, Szenen des Zeitgeschehens (Heinrich IV.) etc. abgebildet waren. Zusammen mit dem niederländischen Kupferstecher und Verleger Thomas de Leu (1560–1612) veröffentlichte er (wahrscheinlich 1606) ein titelloses Sammelwerk, in dem biblische Szenen, Allegorien, Kalenderblätter etc. abgebildet waren. Neben Stichen der beiden Herausgeber enthielt das 179 Abbildungen enthaltene Werk auch Arbeiten von Justus Sadeler (1580–1620), Isaac Briot (1585–1670) und Nicolas Briot (1579–1646).
Am 20. Dezember 1619 erhielt Jean Le Clerc für die Dauer von sechs Jahren das königliche Privileg, Karten der Provinzen von Frankreich und Porträts der Patriarchen und Prinzen des jüdischen Volkes in der Abfolge der Geschichte darzustellen und zu veröffentlichen: graver les cartes des provinces de France et les portraits des patriarches et princes du peuple hébreu avec l’histoire chronologique.
1620 veröffentlichte Jean Le Clerc den Atlas Le Théâtre géographique du Royaume de France, in dem neben neueren auch ältere Stiche (Platten) in überarbeiteter Form aus dem Atlas Le Theatre Francoys von Maurice Bouguereau verwendet worden waren. Die Arbeiten waren unter anderem von Jean Fayen (1530–1616), Jodocus Hondius (1563–1612), Salomon Rogiers (1592–1640) oder Hugues Picart (1587–1664). Der Atlas erfuhr mehrere Auflagen, die nach Jean Le Clercs Tod von seinem Sohn Jean V Le Clerc. besorgt worden sind.